# Annapurna Pictures
Annapurna Pictures är ett amerikanskt oberoende medieföretag grundat av Megan Ellison den 2 april 2011 och baserat i Los Angeles, Kalifornien.

## Annapurna Animation
Annapurna Animation är en animationsstudio och tillhör Annapurna Pictures. Den grundades av tidigare Blue Sky Studios-cheferna Robert L. Baird och Andrew Millstein den 1 december 2022, och baserad i North Stamford, Connecticut. Studions första film Nimona släpptes på Netflix den 30 juni 2023.

## Produktion (i urval)
- Lawless (2012)
- The Master (2012)
- Killing Them Softly (2012)
- Zero Dark Thirty (2012)
- Spring Breakers (2013)
- Her (2013)
- American Hustle (2013)
- Foxcatcher (2014)
- Terminator: Genisys (2015)
- Joy (2015)
- Everybody Wants Some!! (2016)
- Sausage Party (2016)
- Alla tiders kvinnor (2016)
- Phantom Thread (2017)
- If Beale Street Could Talk (2018)
- The Ballad of Buster Scruggs (2018)
- Vice (2018)
- Mysteriet om Herr Länk (2019)
- Booksmart (2019)
- Nimona (2023)